# Enos Gunja
Enos Gunja (* 1949 in Guruve, Simbabwe) ist ein Bildhauer in Simbabwe.

## Biographie
Enos Gunja stammt vom Volk der Kore-Kore, einem Stamm der Shona-Gruppe; sein Totem ist der Löwe. Nach der sechsten Schulklasse arbeitete er als Ziegelstecher und in einem Team zur Vernichtung der Tsetse-Fliege. 1967 schloss er sich der ersten Generation von Bildhauern im Künstlerdorf Tengenenge an. Seit 1982 arbeitet er als Koch im Krankenhaus von Guruve, widmet sich jedoch in jeder freien Minute der Bildhauerei. Enos Gunja lebt in Guruve, ist verheiratet und hat acht Kinder, von denen einige – wie seine Söhne Bester und Master – ebenfalls professionelle Bildhauer sind.

## Stil und Bedeutung
Die originellen, gnomenhaft buckligen, kraftvoll muskulösen männlichen Körper, die in anrührendem Kontrast oft wie ein ertapptes Kind etwas hinter dem Rücken versteckt halten, sind voller Geschichten, wie der Meister selbst. Enos Gunja genießt großen Respekt unter seinen simbabwischen Künstlerkollegen, besonders, wenn er bei den Werk-Präsentationen seiner Freunde am Sitz der Künstlervereinigung in Ruwa spricht.  Er ist nicht nur ein Bildhauer, sondern auch Erzähler und Poet, wie folgendes Gedicht aus dem Februar 1997 zeigt:
„Das Auge eines Bildhauers“

Was für ein Adlerauge!

Das Auge, dem nichts entgeht.

Das Auge, das alles sieht, was unsere Vorfahren

In jenem rohen Stein versteckt haben.

Was für ein Röntgenauge!

Das Auge, das ins Innerste des Steins eindringt

Und jene wunderbare Skulptur hervorbringt,

Die jetzt für unsere normalen Augen sichtbar ist.

Oh! Was für ein wunderbares Auge!

Das Auge, das sieht, als sei die Figur

In durchsichtiges Material gehüllt.

Oh! Was für ein wunderbares Auge

Das Auge eines Bildhauers.

## Ausstellungen
Enos Gunja ist Mitglied der Künstlervereinigung Friends Forever, auf deren Gruppenausstellungen in Wien, Berlin, Moskau, Barcelona, Helsinki, Washington D.C., Atlanta und anderen Hauptstädten seine Werke stets prominent vertreten waren.